# Torbjörn Kornbakk
Torbjörn Kornbakk (né le 28 mai 1965 à Göteborg) est un lutteur suédois spécialiste de la lutte gréco-romaine. Il participe aux Jeux olympiques d'été de 1992 et aux Jeux olympiques d'été de 1996. En 1992, il remporte la médaille de bronze en combattant dans la catégorie des poids super mi-moyens. En 1996, il termine à la dixième place. 

## Palmarès

### Jeux olympiques
- Jeux olympiques d'été de 1992 à Barcelone,  Espagne
  -  Médaille de bronze.